# وزارة أحمد ماهر باشا الثانية
وزارة أحمد ماهر باشا الثانية هي الوزارة الثامنة والخمسون في مصر، صدر المرسوم الملكي بتشكيلها في 15 يناير 1945.:467:469

## أعضاء الحكومة
| الوزارة                          | الوزير                        |
| -------------------------------- | ----------------------------- |
| رئيس مجلس الوزراء ووزير الداخلية | أحمد ماهر باشا                |
| وزير الخارجية                    | محمود فهمي النقراشي باشا      |
| وزير المالية                     | مكرم عبيد باشا                |
| وزير العدل                       | حافظ رمضان باشا               |
| وزير الأشغال العمومية            | محمود غالب باشا               |
| وزير الدفاع الوطني               | السيد سليم                    |
| وزير الصحة العمومية              | إبراهيم عبد الهادي            |
| وزير المعارف العمومية            | عبد الرازق السنهوري بك        |
| وزير الشئون الاجتماعية           | عبد المجيد بدر بك             |
| وزير الأوقاف                     | الشيخ مصطفى عبد الرازق باشا   |
| وزير الزراعة                     | أحمد عبد الغفار باشا          |
| وزير المواصلات                   | إبراهيم دسوقي أباظة           |
| وزير التموين                     | طه محمد عبد الوهاب السباعي بك |
| وزير التجارة والصناعة            | حنفي محمود بك                 |
| وزير دولة                        | راغب حنا بك                   |